# Astragalus tatlii
Astragalus tatlii är en ärtväxtart som beskrevs av Pesmen. Astragalus tatlii ingår i släktet vedlar, och familjen ärtväxter. Inga underarter finns listade i Catalogue of Life.